# Nikita Korzun
Nikita Ivanovitch Korzun (en russe : Никита Иванович Корзун et en biélorusse : Мікіта Іванавіч Корзун), plus couramment appelé Nikita Korzun, est un footballeur international biélorusse né le 6 mars 1995 à Minsk. Évoluant au poste de milieu défensif, il joue actuellement pour le Yelimay Semey.

## Biographie

### En équipe nationale
Il reçoit sa première sélection en équipe de Biélorussie le 27 mai 2016, en amical contre l'Irlande du Nord (défaite 3-0 à Belfast).

## Palmarès
Dynamo Kiev
- Champion d'Ukraine en 2016.
- Vainqueur de la Supercoupe d'Ukraine en 2016.

 Chakhtior Salihorsk
- Champion de Biélorussie en 2020 et 2021.
- Vainqueur de la Supercoupe de Biélorussie en 2021.

## Statistiques
Le tableau ci-dessous récapitule les statistiques de Nikita Korzun lors de sa carrière en club :
| Saison                | Club                  | Championnat           | Championnat | Championnat | Coupe(s) nationale(s) | Coupe(s) nationale(s) | Compétition(s) continentale(s) | Compétition(s) continentale(s) | Compétition(s) continentale(s) | Autres compétitions | Autres compétitions | Autres compétitions | Total | Total |
| Saison                | Club                  | Division              | M.          | B.          | M.                    | B.                    | Comp.                          | M.                             | B.                             | Comp.               | M.                  | B.                  | M.    | B.    |
| 2012                  | FK Dynamo Minsk       | 1                     | 1           | 0           | 1                     | 0                     | -                              | -                              | -                              | -                   | -                   | -                   | 2     | 0     |
| 2013                  | FK Dynamo Minsk       | 1                     | 23          | 0           | 1                     | 0                     | C3                             | 2                              | 0                              | -                   | -                   | -                   | 26    | 0     |
| 2014                  | FK Dynamo Minsk       | 1                     | 4           | 0           | 1                     | 0                     | C3                             | 1                              | 0                              | -                   | -                   | -                   | 6     | 0     |
| 2015                  | FK Dynamo Minsk       | 1                     | 19          | 0           | 5                     | 0                     | C3                             | 10                             | 0                              | -                   | -                   | -                   | 34    | 0     |
| 2015-2016             | Dynamo Kiev           | 1                     | 1           | 0           | -                     | -                     | -                              | -                              | -                              | -                   | -                   | -                   | 1     | 0     |
| 2016-2017             | Dynamo Kiev           | 1                     | 11          | 0           | -                     | -                     | C1                             | 4                              | 0                              | SC                  | 1                   | 0                   | 16    | 0     |
| 2017-2018             | Dynamo Kiev           | 1                     | 4           | 0           | -                     | -                     | C1                             | 2                              | 0                              | -                   | -                   | -                   | 6     | 0     |
| Total sur la carrière | Total sur la carrière | Total sur la carrière | 63          | 0           | 8                     | 0                     | -                              | 19                             | 0                              | -                   | 1                   | 0                   | 91    | 0     |